# Plosna
Plosna je naselje u Hrvatskoj u općini Bakru. Nalazi se u Primorsko-goranskoj županiji. Poviše Plosne nalazi se Liburnijska gradina Plosna na 465 mnv koja je nastala 2000 godina prije Krista.

## Zemljopis
Južno su Ponikve, zapadno su Cernik i Mavrinci, jugozapadno je Kukuljanovo, južno su Škrljevo i Krasica.

## Stanovništvo
| broj stanovnika | 131   | 146   | 153   | 141   | 174   | 149   | 120   | 108   | 99    | 86    | 61    | 41    | 24    | 29    | 43    | 44    | 46    |
|                 | 1857. | 1869. | 1880. | 1890. | 1900. | 1910. | 1921. | 1931. | 1948. | 1953. | 1961. | 1971. | 1981. | 1991. | 2001. | 2011. | 2021. |